# جامعة لينكولن (نيوزيلندا)
جامعة لينكولن هي جامعة عامة في نيوزيلندا تأسست عام 1878. تقع في مدينة لينكولن.

## إحصائيات
يبلغ عدد طلاب الجامعة 4500 طالب.